# Barbara O'Neil
Barbara O'Neil (født 17. juli 1910, død 3. september 1980) var en amerikansk teater- og filmskuespiller.
O'Neil debuterede i filmen Stella Dallas i 1937 og i 1939 spillede hun rollen som Ellen O'Hara, Scarlett O'Haras mor, i Borte med blæsten, selv om hun kun var knap 3 år ældre en Vivien Leigh.